# Schaefferia bidentata
Schaefferia bidentata är en urinsektsart som först beskrevs av Cassagnau 1954.  Schaefferia bidentata ingår i släktet Schaefferia och familjen Hypogastruridae. Inga underarter finns listade i Catalogue of Life.